# 飓风莱尼
飓风莱尼（英語：Hurricane Lenny）是有纪录以来在11月形成的第二强烈大西洋飓风，也是1999年大西洋飓风季的第12场热带风暴、第8场飓风和第5场四级飓风，于11月13日在西加勒比海形成，其存在期间一直保持着前所未有的从西向东移动路线。系统于11月15日在牙买加以南达到飓风强度标准，并在接下来数天里先后经过伊斯帕尼奥拉岛南部和波多黎各。11月17日，莱尼在加勒比海东北部快速强化，在美属维尔京群岛的圣克洛伊岛以南约34公里海域达到每小时250公里的最大风速。飓风在途经背风群岛期间逐渐减弱，最终于11月23日在大西洋开放海域上空消散。
行经小安的列斯群岛前，莱尼产生的大浪夺走了哥伦比亚北部两人的生命。狂风暴雨导致波多黎各东南部的农作物严重受损。飓风以最高强度从圣克洛伊岛经过，该岛出现大范围洪灾和侵蚀，但破坏只达到“中等程度”。美属维尔京群岛和波多黎各一共遭受了3.3亿美元（1999年美元，相当于2025年的6.04億美元）的损失。降雨量最高的是法屬聖馬丁的警察局，达867毫米。该岛有3人遇难，超过200套物业被毁。附近的安提瓜和巴布达也有1人丧生，暴雨还污染了当地水源。向南远至格林纳达也受到这场风暴的严重破坏，大浪导致多个城镇和首都之间的联系中断。由于风暴造成了重大损失，其名称“莱尼”因此从大西洋风暴命名名单上退役，以后永远都不会再在北大西洋热带气旋命名时使用。

## 气象历史
飓风莱尼的起源可以追溯到气象部门于11月8日在西南加勒比海首度发现的一片低气压区。之后几天里，其中发展出一片对流区，但组织结构一直很混乱。低气压区内四处发展出雷暴，给墨西哥和中美洲部分区域带去暴雨。11月13日，系统的组织性有所改善，当晚经飓风猎人侦察机确认，系统已发展出表面环流，风速达到每小时55公里。根据这一数据，美国国家飓风中心于协调世界时当天下午18点将位于开曼群岛以南约280公里洋面的系统归类成第十六号热带低气压。低气压中的对流仍然杂乱无章，美国国家飓风中心估计今后3天内系统都不会增强。这场热带气旋存在期间一直在沿西大西洋上空一片低压槽的最南端移动，从西向东穿越加勒比海，这一行进方向在有纪录以来的大西洋飓风中都是前所未有的。
系统的组织结构在热带低气压形成后逐渐得到改善，美国国家飓风中心根据飓风猎人的报告将其升级成热带风暴并以“莱尼”（Lenny）命名。这时气旋的风速已经达到每小时100公里，还有眼状特征正在发展。到了11月15日凌晨0点，风暴在京斯敦西南方向约280公里海域达到飓风强度标准。这样的快速增强出乎气象部门预料，系统中心此前还爆发出大规模的对流区。升级成飓风同时，莱尼上空发展出反气旋，为飓风发展提供了良好的外部环境。风暴发展早期的前进方向大致是东南偏东，到了11月15日则略朝东面转向。飓风猎人报告其中风力时速达到160公里，这已经处于萨菲尔-辛普森飓风等级下的二级飓风标准。但在飓风接下来经过伊斯帕尼奥拉岛以南洋面后，其中的风眼已经消失，云层格局的组织结构有所恶化，风速也降至每小时140公里。美国国家飓风中心指出，云层格局的恶化可能是因“细微的环境变化”对风暴的小规模内核产生干扰所致。经过这次突然的弱化后，飓风猎人侦察机报告系统中重新形成了风眼，风力时速也再次达到160公里。气象部门估计飓风东面将会有一片高压脊形成，迫使莱尼向东北方向转向，于24小时后进入波多黎各。
11月16日，飓风莱尼开始进入为期24小时的爆发性增强期，在莫纳海峡以南约265公里海域达到大型飓风强度标准。气旋中发展出层次分明的带状特征和良好的外流，从波多黎各圣胡安的雷达上可以清晰地看到其中心的圆形风眼。飓风的组织结构继续增强，直径46公里的风眼周围有闭合的风眼墙团团围绕。11月17日中午12点左右，莱尼在朝加勒比地区东北部群岛逼近期间成为1999年大西洋飓风季的第5场四级飓风，创下单季形成四级飓风数量的新纪录。接下来飓风从毛纳沃东南方向约121公里洋面掠过，这也是系统距离波多黎各最近的一次。此后不久，莱尼在经过美属维尔京群岛的圣克洛伊岛以南约33公里海域期间达到风速每小时250公里的最高强度，成为有纪录以来在11月形成的第二强大西洋飓风，并且当时还是仅有的4场在11月形成的大型飓风之一，不过之后2001年的飓风米歇尔和2008年的飓风帕洛马都在11月达到了这一强度标准。根据飓风猎人的报告，莱尼的最强风速位于气旋的东南部分，报告中还显示系统的最低气压为933毫巴（百帕，27.55英寸汞柱），在24小时里就下降了34毫巴。此外，经降落到风暴表面的投落送记录，气旋表面风速高达每小时339公里，这也创下了投落送记录的飓风风速新纪录。
由于两个高压脊之间存在的弱转向气流影响，莱尼的前进速度在达到最高强度期间有所放缓。虽然外界环境仍然有利于强化，但飓风却在转朝东面方向飘移的过程中出现减弱，这可能是由于上升流导致海面温度降低所致。11月18日晚，风暴的风眼进入圣马丁岛上空，风力时速仍有205公里。莱尼接下来继续减弱，于次日袭击安圭拉和圣巴泰勒米岛。系统转朝东北方向飘移，给加勒比地区东北部群岛带去狂风暴雨。11月19日晚，由于风切变增多，气旋的中心从最深层对流中暴露出来，飓风弱化成热带风暴。11月20日，风暴登陆安圭拉，这时其中心的位置已经难以确定。当天晚些时候，气旋离开加勒比并继续向东北方向前进。11月21日，莱尼转向东北并降级成热带低气压。风暴中心渐趋细长，以致于其深层对流已处在中心以东至少160公里外。11月22日清晨，气旋最后一次向东转向，于次日在小安的列斯群岛以东约1110公里洋面消散。

## 防灾措施

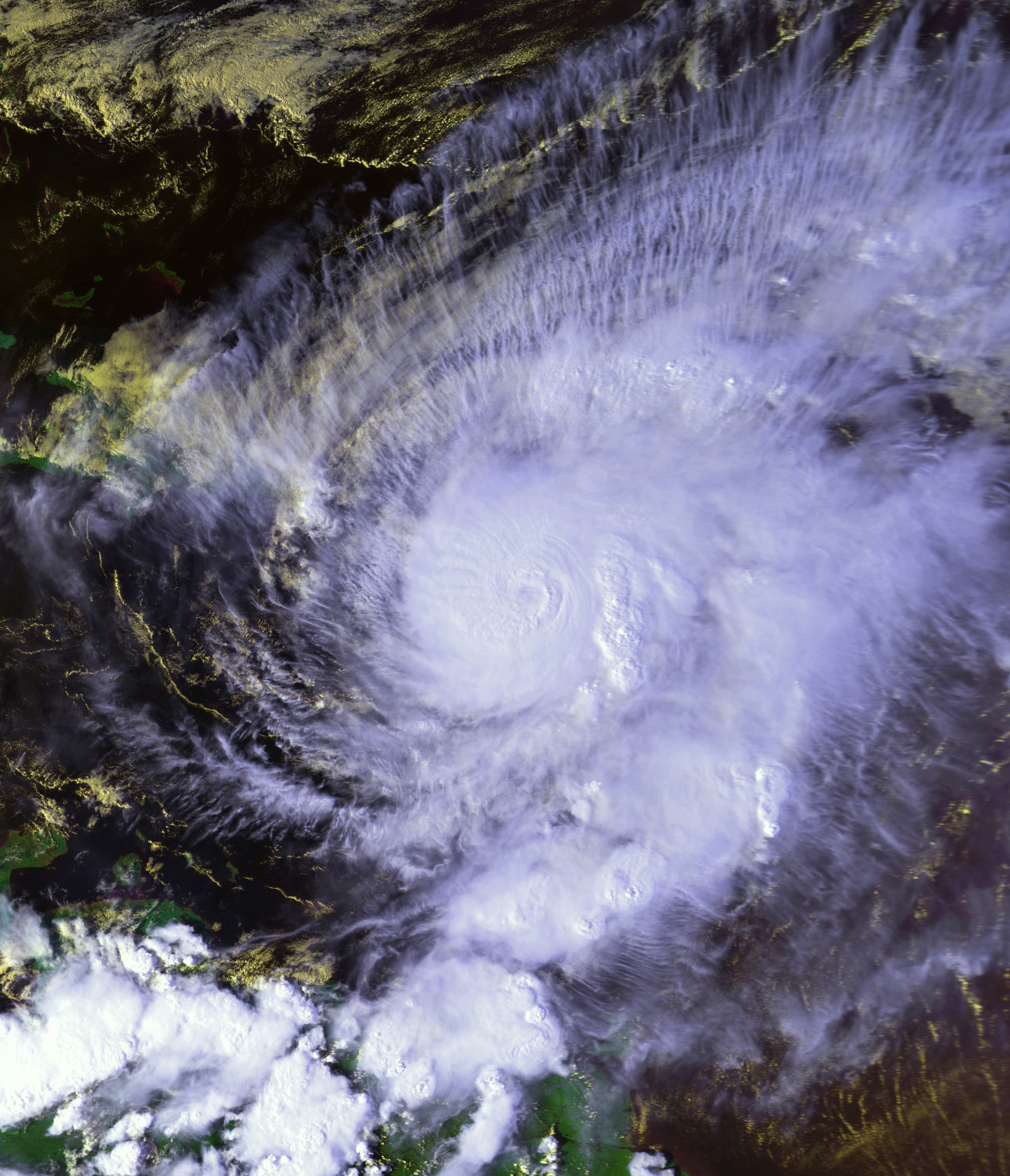
位于圣克洛伊岛以南的飓风莱尼

牙买加在风暴形成早期收到了热带风暴警告和飓风观察预警。之后伊斯帕尼奥拉岛收到了飓风观察预警，多明尼加共和国也收到了热带风暴警告。海地官员宣布南方3个省进入警戒状态，并拨款约100万美元（1999年美元，相当于2025年的183萬美元）用作飓风防灾资金。官员建议海地南部和邻近的多明尼加共和国那些生活在洪水易发地区的居民及时撤离。
11月15日晚，波多黎各和维尔京群岛收到了飓风观察预警，并在6小时后升级成飓风警告。这时气象部门预测莱尼将从波多黎各上空经过。飓风到达距该岛最近的位置后，飓风警告于11月17日降级成热带风暴警告，并于次日和向维尔京群岛发布的公告一起中止。波多黎各的媒体根据美国国家气象局驻圣胡安办事处发布的声明和警告对飓风实行不间断追踪报道，公众根据这些报道得以充分了解飓风对岛上构成的威胁。约有4700人在风暴来袭前疏散到了191间避难所。这其中有1190位庞塞居民撤离到了27所学校，还有波多黎各西部生活的584位居民也疏散到了避难所。政府关闭了所有的学校，并下令禁止销售任何含酒精的饮料，还冻结了应急物资的价格。联邦紧急事务管理局启动了6支医疗援助队、3个医疗支援队和两个先行医疗评估组。该机构在美属维尔京群岛的多所学校存放了可供当地居民5天生存所需的食品。飓风来袭前，美属维尔京群岛总督查尔斯·韦斯利·特恩布尔（Charles Wesley Turnbull）宣布群岛进入紧急状态。圣克洛伊岛有309人在风暴期间躲进避难所。英属维尔京群岛官员也开设了8个避难所，当地的航空公司和酒店还协助了游客的疏散工作。
加勒比地区东部的多国政府发布了飓风警告，警告生效范围向南一至延伸到了蒙塞拉特岛。安圭拉官员建议沿海地区居民撤离。学校在风暴来临前关闭，该岛到圣马丁岛之间的轮渡服务暂时中止，船只也转移到安全地点。圣基茨岛和尼维斯于11月16日启用国家应急管理机构，当地官员建议生活在水域附近的居民疏散，该国每个区域都开设了避难所。此外，商店延长了营业时间，以便人们囤积物资。安提瓜和巴布达的大部分商户和学校都在风暴期间关闭，多明尼加也封闭了机场。更南面的格林纳达没有收到多少有关这场飓风的警告，大部分居民直接把自己的船只留在水中。

## 影响
| 国家或地区 | 死亡人数 |
| ---------- | -------- |
| 哥伦比亚   | 2        |
| 圣马丁岛   | 3        |
| 瓜德罗普   | 5        |
| 马提尼克   | 1        |
| 海上       | 6        |
| 合计       | 17       |

飓风莱尼令整个加勒比东部地区的大量重要基础设施受损，其中包括许多以旅游业为支柱产业岛屿的道路和码头。大部分岛屿的旅游区域都是朝西的海滩，其中许多对于莱尼产生的大浪和狂风都缺乏准备。

### 中加勒比海
莱尼存在早期就在哥伦比亚瓜希拉半岛沿海产生大浪和高涨的海潮，导致两艘船只沉没，1200套房屋被淹。还有报告称商户被淹，农作物受损。该国有一名男子因被风暴边缘产生的狂风刮倒的横梁砸中导致伤重不治。初步报告表明共有9人失踪，但这其中只有两人计入哥伦比亚本土的死亡人数。南加勒比海有一艘游艇失踪，船上两名水手遇难。
飓风给委内瑞拉北部近海的ABC群岛西南部沿岸带去了3到6米的狂浪，导致了严重的海滩侵蚀和沿海财物、船只受损。
飓风给牙买加带去暴雨，但当地受到的破坏程度较轻。多明尼加共和国的西南部因降雨出现洪灾。海地西南部的莱凯周边地区有60%的水稻、玉米和香蕉种植园毁于洪灾，卡韦隆还有多套房屋被大浪冲毁。
气象部门起初预测莱尼会袭击波多黎各，但风暴实际上一直位于该岛以南海域。从11月17日开始，莱尼给波多黎各带去强烈的阵风和暴雨。许多地区在风暴来袭数天就出现降水，导致这些地方容易爆发洪灾，该岛东北部的许多河流在风暴过后溢出，迫使河流沿岸的许多城镇进行疏散，还有多条次级和主要公路封闭。暴雨还引发了泥石流和岩崩。全岛降雨量最高的是波多黎各中部的哈尤亚，达372毫米。圣胡安的海潮约高于正常水平0.55米，大浪将一条长166米的货轮冲到了岸上。波多黎各陆地上的风速为中等强度，塞瓦的阵风时速达到77公里。风暴导致2.2万人失去供电，10.3万人失去供水。该岛东南部的约200位农民因暴雨遭受了价值约1900万美元的农作物损失。受到影响的地区有80%的蔬菜和50%的大蕉毁于暴雨。全岛共计遭受了1.05亿美元（1999年美元，相当于2025年的1.92億美元）的损失。

### 维尔京群岛

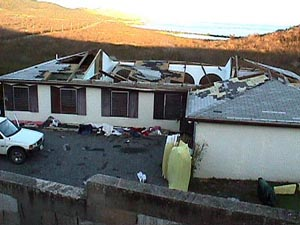
圣克洛伊岛上受损的房屋

经过波多黎各东南方向海域后，飓风莱尼袭击了美属维尔京群岛中的圣克洛伊岛，不过其最强风力一直保持在岛屿东南方向洋面。岛上阵风时速达到180公里，正式记录中的最大持续风速约为每小时120公里。狂风令圣克洛伊岛东部的许多房产屋顶受损，还刮倒了树木，导致供电线缆中断。大量水果和蔬菜被狂风吹飞，植被受到严重破坏。最高降雨量达到266毫米，致使该岛西部大范围地区爆发洪灾，许多物业被淹。弗雷德里克斯特德（Frederiksted）出现了高达4.5到6米的风暴潮，同大浪一起冲毁了多条道路，还令许多沿海建筑受损。圣克洛伊岛西部也出现了严重的海滩侵蚀，大浪在距海岸线尚有30米的沿海公路上留下了厚度达到两米的沙子，还把许多船只冲到岸上。不过岛上虽然受到了这些破坏，但美国国家气象局认为风暴造成的破坏只达到“中等程度”。
圣托马斯岛的风暴潮约为0.55米高，该岛持续风速最高的是西里尔·E·金机场测得的每小时85公里，阵风时速则有120公里。附近的圣约翰岛阵风时速达到148公里。降雨量不及圣克洛伊岛，圣托马斯岛的最大降雨量为110毫米，圣约翰岛则只有75毫米。两岛的南部海岸沿线都出现了海滩侵蚀。圣托马斯岛所受破坏较小，仅限于轻度洪灾和泥石流。圣约翰岛上的维尔京群岛国家公园报告遭受了超过160万美元（1999年美元，相当于2025年的293萬美元）的损失。这场飓风一共给波多黎各和美属维尔京群岛造成了3.3亿美元（1999年美元，相当于2025年的6.04億美元）的损失，不过没有出现人员丧生。
附近英属维尔京群岛的维尔京戈尔达岛上持续风速达到每小时89公里，阵风时速137公里。总计降雨量约100毫米，引发了一场泥石流。弗朗西斯·德雷克爵士公路有一截路段被大浪侵蚀，还有一套公寓的屋顶被狂风摧毁。英属维尔京群岛的财产损失总额为560万美元（1999年美元，相当于2025年的1024萬美元），如果加上旅游业和生产行业，群岛一共遭受了2200万美元（1999年美元，相当于2025年的4024萬美元）的损失，占其国内生产总值的3.1%。

### 小安的列斯群岛

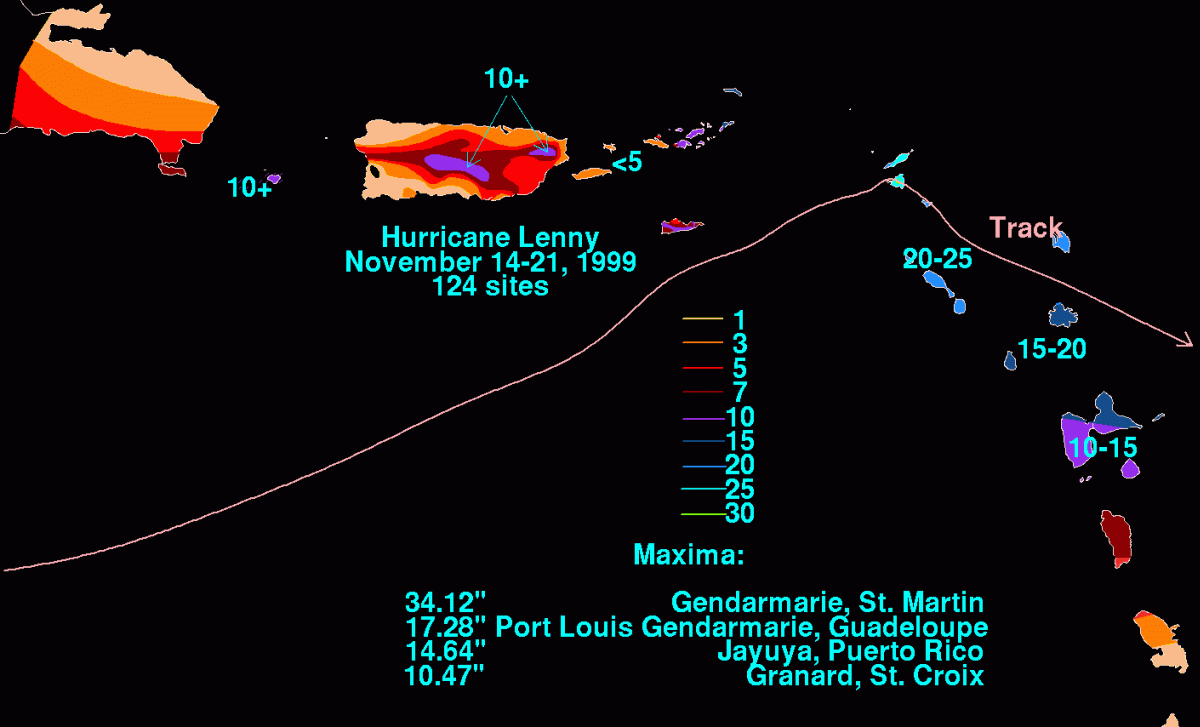
飓风莱尼的降水分布

莱尼的风眼进入英属维尔京群岛以东的安圭拉上空，包括领地首府山谷在内的多个地区爆发局部洪灾，山谷的洪水有4.3米深。该地区一个月前刚刚经受了飓风何塞的摧残，安圭拉沿海地区因此出现严重的海滩侵蚀。整个领地一共受到了6580万美元（1999年美元，相当于2025年的1.2億美元）的经济损失。
11月18至19日，飓风莱尼先后途经了圣巴泰勒米岛、萨巴、圣尤斯特歇斯和圣马丁岛。圣巴泰勒米岛的降雨量达380毫米左右，创下了新的纪录。该岛西部的海浪达到4.9米高。萨巴的一个风速仪记录下时速268公里的强烈阵风后被吹飞，但这一数字没有得到正式确认。该岛包括机场设施在内的许多建筑物受到破坏。圣马丁岛法国领地的一间警察局记录下高达867毫米的总计降雨量，是这场风暴产生降水最多的所在，其中还包括482毫米的24小时降雨量，这创下了新的纪录。该岛荷兰领地中降雨量最高的是菲利普斯堡，达到700毫米。降水引发了洪灾和多场泥石流，圣马丁岛所受影响主要都是由此导致。圣马丁岛经受了持续36小时的热带风暴强度大风，并且其中风速还有3次达到飓风强度。持续风速最高的是朱丽安娜公主国际机场记录下的每小时135公里，该机场还记录下了时速167公里的阵风。
由于风暴的移动方向非常不同寻常，圣马丁岛西部沿海出现了高度3到5米不等的大浪，许多船只因此受损或被毁。莱尼途经该岛期间造成大范围基础设施受损，其中包括机场、港口、度假村、电力设施、学校和医院。萨巴、圣尤斯特歇斯和圣马丁岛为此都出现停电，电话服务也予中断。三个岛上都有大量房屋的屋顶被毁，还有超过200套房屋被毁。三岛共计遭受了约6900万美元（1999年美元，相当于2025年的1.26億美元）的损失，其中荷屬圣马丁还有3人丧生，其中两人是因飞溅的瓦砾引起，另一人则是巷道坍塌导致。
安提瓜在莱尼途经期间普降暴雨，维尔伯德国际机场的降雨量有465毫米，而南部一些区域的局部降雨量则超过了640毫米。安提瓜出现严重的洪涝灾害，该岛西北部和南部出现山体滑坡。多条主要公路被洪水冲毁，其中还包括一座桥梁，沿海地区还受到了严重的海滩侵蚀。降雨加上岛上地势平坦的共同影响导致巴布达有65%的区域出现洪水，蓄水设施和所有的私人水井都被洪水污染，全岛约95%的的农作物毁于一旦。整个安提瓜和巴布达一共遭受了5130万美元（1999年美元，相当于2025年的9383萬美元）的损失，还导致1人丧生。
瓜德罗普部分区域的降雨量创下新纪录，总体降雨量在150到300毫米之间。瓜德罗普东部格朗德特尔岛的平均海水面有3米高，估计最高达到4米。该岛西部受到大浪的破坏，内陆还爆发了洪灾。瓜德罗普共有5人遇难。
多明尼加的西海岸公路受到大浪破坏，导致交通最繁忙的道路被迫封闭，岛上多个城镇之间的联系因此中断。飓风摧毁了至少50套民房，其中有3套是被海浪冲走。该岛西岸沿线多家酒店受到重创，该国受到的影响程度比4年前的飓风路易斯还要严重，经济损失一共达到2150万美元（1999年美元，相当于2025年的3932萬美元）。向南远至马提尼克的降雨量都有76毫米，当地还有一人遇难。更南面的圣卢西亚的海滩、海堤和沿海走道都受到大浪冲蚀。沿海地区有至少40套房屋受损，多个家庭流离失所。该国共计遭受了660万美元（1999年美元，相当于2025年的1207萬美元）的损失。圣文森特和格林纳丁斯有四幢建筑物被冲毁，另有5套受损，该国有约50人无家可归。
格林纳达大部分海岸线受到大浪影响，有21艘小型船只被毁，还导致了严重的海滩侵蚀。圣乔治区的整个格兰安斯海滩都被海浪覆盖。多个旅游景区受到侵蚀的严重影响，连莫里斯·毕晓普国际机场的跑道地基都受到威胁。格林纳达西部城镇同首都圣乔治之间的交通中断，导致全岛范围出现燃料短缺。圣约翰区因风暴导致停水停电，还令一些房屋受损，多户家庭因此疏散。格林纳达北部小岛卡里亚库（Carriacou）的道路和主要机场都受到破坏。该国至少有10户民宅被毁，损失总额达到9460万美元（1999年美元，相当于2025年的1.73億美元），相当于全岛的27%。向南远至千里达及托巴哥都受到了这场风暴的影响，该国许多船只和沿海建筑因风暴潮受损，托巴哥还出现了海滩侵蚀。

## 善后

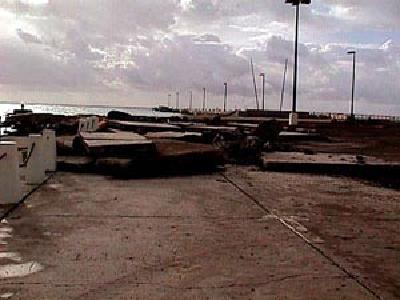
圣克洛伊岛的弗雷德里克斯特德码头受到了这场风暴的破坏

库拉索周边的珊瑚礁受到严重破坏，工人为此通过放置礁球来帮助受损珊瑚礁的结构再生。波多黎各的工人迅速对停电和停水做出响应，供电系统因此像圣克洛伊岛一样迅速恢复。11月23日，美国总统比尔·克林顿宣布美属维尔京群岛为灾区，让公共和私人实体可以得到联邦资金的贷款援助，并且还会负担瓦砾清理成本的75%。到了12月10日，已有近3000位居民申请援助，其中大部分生活在圣克洛伊岛。美国联邦政府为此向灾民提供了约48万美元（1999年美元，相当于2025年的87.8萬美元）。美国外国灾难援助办公室提供了18.5万美元（1999年美元，相当于2025年的33.8萬美元），其中大部分直接交给了联合国开发计划署，用来向加勒比东部的其它岛屿提供援助。包括加勒比开发银行、英国国际发展部和欧洲联盟在内的其它多个机构提供了110万美元（1999年美元，相当于2025年的201萬美元）的援助金。
面对圣马丁岛遭受的破坏，荷属安的列斯政府向欧洲议会发出呼吁，请求国际社会伸出援手。由于区域人口稀少、面积也很狭小，加勒比东部的多个小岛请求国际资金援助，使岛上因飓风所受到的破坏恢复正常。安提瓜和巴布达迅速工作修复道路并清理巴布达的供水系统。但安提瓜仍有两万人在飓风过去一周之后仍然面临停水的困境，积水还导致蚊虫滋生。多明尼克国政府向42户家庭提供了临时庇护所，还利用加勒比开发银行提供的贷款沿首都羅索南部的高速公路建成一道完整的海堤。圣卢西亚政府向70户家庭提供了住房。格林纳达的工人修复了道路系统，以便岛上的燃料运输得以畅通，还开始在机场附近填海造地、缓解水土流失。安提瓜和格林纳达的多个区域成为灾区。整个加勒比东部地区的各个地方红十字会办事处向灾民提供食品和庇护所。旅游区受到的严重破坏对邮轮线路构成不利影响。尼维斯的一间酒店因受损而关闭，导致800人因此失业。
由于这场风暴造成了重大损失，世界气象组织为此将其名称“莱尼”退役，以后永远都不会再在北大西洋热带气旋命名时使用。用来取代的名称是“李”（Lee），于2005年大西洋飓风季期间首度使用。